# ペイリオコン
ペイリオコン（英語: Paleoconservatism）とは、米国の伝統主義を提唱する政治イデオロギーのひとつで、伝統的保守主義、もしくは旧保守主義と訳される。「地方分権主義・移民制限・保護貿易主義・孤立主義」が特徴。
ユダヤ系アメリカ人で保守派の哲学者のポール・ゴットフリードが造語した。